# Île Tower
Pour l'île de l'archipel des îles Galápagos, voir Île Genovesa.
L'île Tower est une île de l'Antarctique, la plus au nord-est de l'archipel Palmer.
Cette île mesure 8 km de long et a une altitude maximale de 305 mètres. Elle se trouve 32 km au nord-est de l'île Trinity.
Elle a été nommée ainsi le 30 janvier 1820 par Edward Bransfield, navigateur britannique de la Royal Navy qui l'a décrite comme une île ronde.

## Revendications territoriales
L'Argentine intègre l'île dans la province de la Terre de Feu, de l'Antarctique et des îles de l'Atlantique sud. Le Chili l'intègre dans la commune de l'Antarctique chilien de la province de l'Antarctique chilien à la région de Magallanes et de l'Antarctique chilien. Quant au Royaume-Uni l'île est intégrée au territoire antarctique britannique.
Les trois revendications sont soumises aux dispositions et restrictions de souveraineté du traité sur l'Antarctique. L'île est donc nommée :
- Argentine : Isla Torre
- Chili : Isla Torre
- Royaume-Uni : Tower Island